# NGC 3496
NGC 3496 (również OCL 836 lub ESO 128-SC26) – gromada otwarta znajdująca się w gwiazdozbiorze Kila. Odkrył ją John Herschel 14 marca 1834 roku. Jest położona w odległości ok. 3,2 tys. lat świetlnych od Słońca.